# Tabebuia microphylla
Tabebuia microphylla là một loài thực vật có hoa trong họ Chùm ớt. Loài này được (Lam.) Urb. miêu tả khoa học đầu tiên năm 1908.